# Boagrius pumilus
Boagrius pumilus is een spinnensoort uit de familie Palpimanidae. De soort komt voor in Maleisië en Sumatra.